# Kamieniec Ząbkowicki
Kamieniec Ząbkowicki (v letech 1945–47 Kamieniec nad Ochną, do roku 1945 německy Kamenz in Schlesien, česky dříve Kamenec) je město v Polsku v Dolnoslezském vojvodství v okrese Ząbkowice Śląskie, sídlo stejnojmenné městsko-vesnické gminy. Je známé především svým hradem, bývalým cisterciáckým klášterem, novogotickým palácem a nádražím, které je významným dopravním uzlem (celkem pět dostupných směrů: do Lehnice, Kladska, Vratislavi, Paczkowa a Złotého Stoku). V roce 2023 zde žilo 4 309 obyvatel.

## Historie

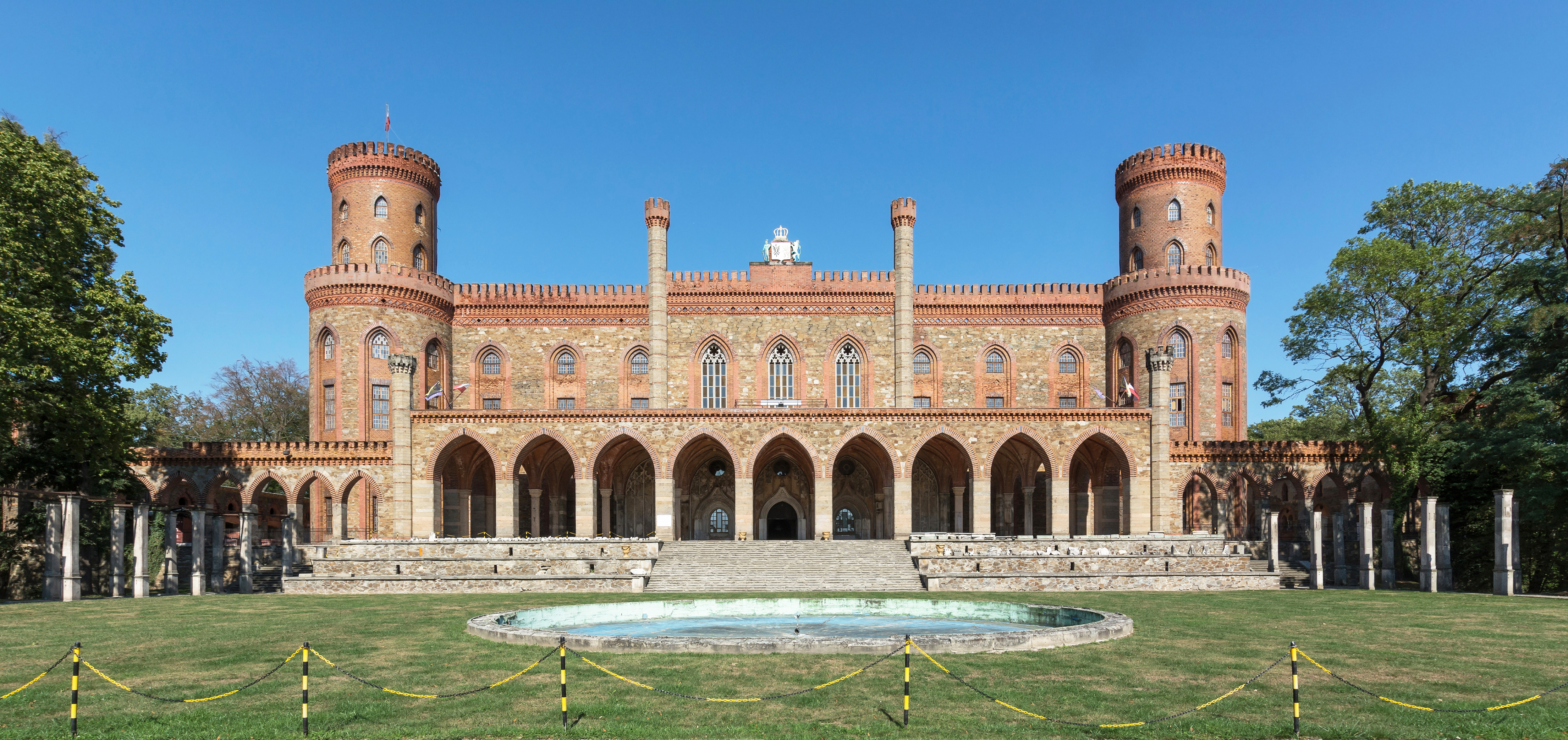
Palác podle projektu Karla Fridricha Schinkela, stav v roce 2016

První zmínka o Kamenci pochází z roku 1096, kdy území dobyl český kníže Břetislav II. V kronice Gala anonyma z let 1112–1116 byla obec nazývána Kamencz (ve významu skalní město) V roce 1200: se připomíná zdejší tvrz slezských knížat, pánů z Pohořelé, kteří v roce 1210 založili zdejší opatství augustiniánů, předané roku 1249 cisterciákům z Lubuše. Během útoků českých husitů v letech 1425–1428 byly klášter a vesnice vypleněny. K další devastaci staveb došlo za třicetileté války.
V letech 1681-1732 byl klášter kompletně přestavěn a zařízen v barokním slohu. Za válek o dědictví slezské v letech 1741–1747 musel klášter platit značné daně pruskému králi Fridrichu Velikému, který se zde roku 1741 našel azyl před Rakušany. Po sekularizaci kláštera panství roku 1812 koupila jeho neteř, princezna Vilemína Pruská (1774–1837), budoucí nizozemská královna.
Po požáru z roku 1817 dala klášter přestavět a roku 1830 darovala věnem své dceři Marianně (1810–1883). Ta se svým manželem, nizozemským králem Vilémem dala postavit na Hertabergu novogotický palác podle projektu architekta Karla Fridricha Schinkela. Stavba začala roku 1838 a trvala až do roku 1872. mezitím se Marianna rozvedla a roku 1849 panství dala připsat svému synovi Albrechtovi, který v paláci roku 1906 zemřel bez dědiců, takže panství přešlo na Hohenzollerny. Poslední majitelem byl vnuk císaře a pruského krále Fridrich III. Waldemar (1889–1945), v dubnu 1945 palác obsadila a vypálila Rudá armáda. pruské město bylo připojeno k Polsku. Současný používaný polský název pochází z roku 1847, avšak v letech 1945–1946 bylo nazváno Kamieniec nad Ochnou.

### Současnost
V roce 1997 město poničila katastrofální povodeň tisíciletí, rekonstrukce mostu přes řeku Nysu kladskou trvala až do roku 2018, téhož roku bylo v parku u paláce zpřístupněno pruské královské mauzoleum. Statut města byla Kamenci vrácen opět od 1. ledna 2021, kdy k němu byly připojeny také satelitní obce.

## Doprava
V roce 1875 byl Kamieniec železniční tratí spojen s Vratislaví a Prahou, o rok později byl komunikační uzel dovršen železniční tratí Lehnice–Kamenec–Nysa.

## Památky
- Hrad
- Zrušený cisterciácký klášter
- Zámek v novogotickém stylu navrhl Karl Friedrich Schinkel (1808–1815),
- Zámecký park s terasami, pavilóny a pruské královské mauzoleum
- Novogotický protestantský kostel